# Il poliziotto sentimentale
Il poliziotto sentimentale (Chutlyvyi militsioner) è un film del 1992 diretto da Kira Muratova.